# 소수 정리
해석적 수론에서 소수 정리(素數定理, 영어: prime number theorem, 약자 PNT)는 소수의 분포를 근사적으로 기술하는 정리이다.
개념적으로, 소수 정리는 어떤 큰 수 {\displaystyle N}에 가까운 정수 하나를 무작위로 골랐을 때 그 정수가 소수일 확률은 {\displaystyle {\frac {1}{\ln N}}} 에 근사한다는 것을 보여 준다. (이때 {\displaystyle \ln }은 자연로그이다.) 이 식의 뜻은 소수의 분포는 더 큰 수로 갈수록 적어진다는 것을 의미한다.

## 정의

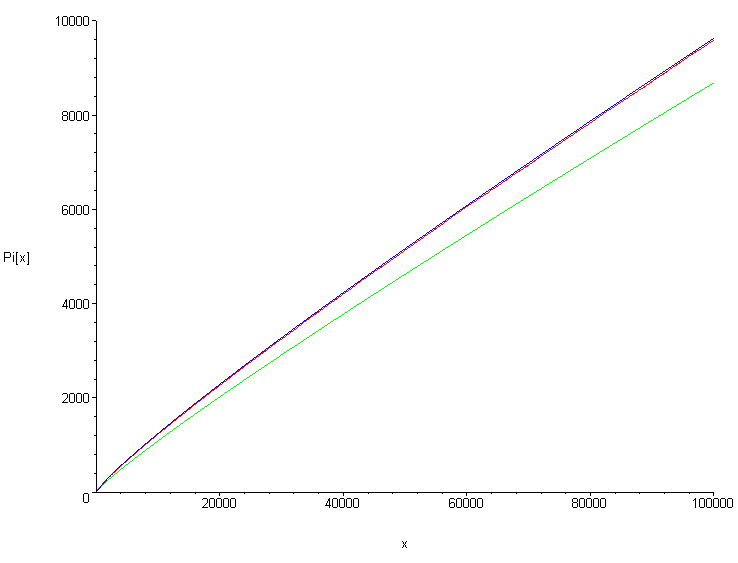
π(x) (적색) 과 x / ln x ,그리고 Li(x) (청색)의 그래프 비교

임의의 실수 {\displaystyle x}에 대해 소수 계량 함수 {\displaystyle \pi (x)}는 {\displaystyle x} 보다 작거나 같은 소수의 개수를 가리키는 함수라고 하자.
예를 들어, 10 이하의 소수는 2, 3, 5, 7로 4개이므로 {\displaystyle \pi (10)=4} 가 된다.
작은 몇 개의 값에 대해 소수 계량 함수의 함수값을 써 보면 다음과 같다.
{\displaystyle \pi (1)=0,\pi (2)=1,\pi (3)=2,\pi (4)=2,\pi (5)=3,\pi (6)=3,\pi (7)=4}
소수 정리는 두 함수 {\displaystyle \pi (x)}와 {\displaystyle {\frac {x}{\ln x}}}의 비가 x가 무한히 커질수록 1에 수렴한다는 것을 말한다. 즉,
{\displaystyle \lim _{x\to \infty }{\frac {\pi (x)\ln x}{x}}=1}
가 성립한다. 점근 표기법에 의해 다음과 같이 표현할 수도 있다.
{\displaystyle \pi (x)\sim {\frac {x}{\ln x}}}
이것은 두 함수의 차가 {\displaystyle x}가 무한히 커질수록 0에 수렴한다는 것을 뜻하지는 않는다.
또한, 파프누티 체비쇼프는 소수 정리를 다음과 같이 개량하였다.
1. 만일 어떤 상수 C에 대하여 :{\displaystyle \pi (x)\sim {\frac {Cx}{\ln x}}} 이라면, C가 가질 수 있는 값은 1밖에 없다.
2. {\displaystyle \pi (x)}와 {\displaystyle x/\log(x)}의 차이는 위아래로 4%를 벗어나지 않는다.

## 역사
소수 정리를 처음 제안한 것은 1798년 아드리앵마리 르장드르이다. 카를 프리드리히 가우스도 1792년과 1793년 사이에 소수 정리를 연구한 적이 있지만 발표를 하지는 않았다. 1896년에는 자크 아다마르와 샤를장 드 라 발레푸생이 각각 독립적으로 증명하였다. 이 증명은 해석적 수론, 즉 리만 제타 함수를 통한 복소해석학적 기법을 바탕으로 하고 있다. 오랫동안 소수 정리의 초등적 (즉, 복소 해석학을 쓰지 않는) 증명 난제로 남아 있었으나, 1949년에 아틀레 셀베르그와 에르되시 팔이 초등적 증명을 발표하였다. 에르되시는 이 결과를 셀베르그와 공저 논문으로 출판하려 하였으나, 셀베르그는 이를 거부하였다. 이 때문에 셀베르그와 에르되시 사이의 관계는 악화되고 말았다.

## 증명

### 해석적 증명의 개략
수론적 함수인 소수 계량 함수의 점근적 성장은 리만 제타 함수를 통해 복소해석학적인 명제로 치환할 수 있다. 우선, 다음과 같은 동치 관계는 초등적으로 보일 수 있다.
{\displaystyle \pi (x)\sim x\Leftrightarrow \psi (x)\sim x\Leftrightarrow {\frac {1}{x^{2}}}\int _{1}^{x}\psi (x')\,dx'={\frac {1}{x^{2}}}\sum _{n\leq x}(x-n)\Lambda (n)\sim {\frac {1}{2}}}
여기서
{\displaystyle \psi (x)=\sum _{n\leq x}\Lambda (n)}
는 제2종 체비쇼프 함수이며, {\displaystyle \Lambda (n)}는 폰 망골트 함수이다. 반면, 리만 제타 함수의 로그 도함수는 다음과 같이 쓸 수 있다.
{\displaystyle {\frac {\zeta '(z)}{\zeta (z)}}=-\sum _{n=1}^{\infty }{\frac {\Lambda (n)}{n^{z}}}}
두 합을 서로 연관짓기 위해, 다음과 같은 복소해석학적 보조정리를 사용한다.
{\displaystyle {\frac {1}{2\pi i}}\int _{c-\infty i}^{c+\infty i}{\frac {(x/n)^{z}dz}{z(z+1)}}={\begin{cases}1-n/x&n\leq x\\0&n>x\end{cases}}\qquad (c>1)}
따라서, 제타 함수와 체비쇼프 함수를 다음과 같이 연관지을 수 있다.
{\displaystyle {\frac {1}{x^{2}}}\int _{1}^{x}\psi (x')\,dx'=-{\frac {1}{2\pi i}}\int _{c-\infty i}^{c+\infty i}{\frac {x^{z-1}}{z(z+1)}}{\frac {\zeta '(z)}{\zeta (z)}}\,dz\qquad (c>1)}
이제, 우변이 {\displaystyle x\to \infty } 극한에서 1/2로 수렴함을 경로적분법으로 증명할 수 있다.

### 초등적 증명의 개략
다츠자와 지카오(Tikao Tatuzawa)와 가네시로 이세키(Iseki Kanesiroo)의 등식을 이용하거나 또는 아틀레 셀베르그의 다음 등식
{\displaystyle \Lambda (n)\log n+\sum _{d|n}\Lambda (d)\Lambda \left({\frac {n}{d}}\right)=\sum _{d|n}\mu (d)\log ^{2}{\frac {n}{d}}}
을 이용하여 증명의 핵심적이라 할 수 있는, 아틀레 셀베르그가 증명한 다음 점근적 등식을 유도한다.
{\displaystyle \sum _{p\leq x}\log ^{2}p+\sum _{pq\leq x}\log p\log q=2x\log x+O(x)}
{\displaystyle \sigma (x)=e^{-x}\psi (e^{x})-1}로 치환할 때, 적분형태의 다음 부등식을 유도할 수 있다.
{\displaystyle |\sigma (x)|x^{2}\leq 2\int _{0}^{x}\int _{0}^{y}|\sigma (u)|dudy+O(x)}
소수 정리는 {\displaystyle \sigma (x)=o(1)}과 동치이다. 만약 다음과 같이 이 함수의 상극한을
{\displaystyle C=\limsup _{x\to \infty }|\sigma (x)|}
라고 둔다면, 이 상수가 영으로 가는 것을 확인하여 소수 정리를 증명할 수 있다. 만약 이 상수가 양수라고 가정하여 모순임을 증명한다. 정의에 의해 상수부분을 뗀 나머지 영으로 가는 함수를 다음과 같이 정의한다.
{\displaystyle |\sigma (x)|\leq C+g(x)}
위 적분형태의 부등식과 이 부등식을 이용하여 다음과 같은 유사한 형태의 부등식을 유도한다.
{\displaystyle |\sigma (x)|\leq C'+h(x)}
다만 이 경우 {\displaystyle 0<C'<C}가 된다. 여기서 {\displaystyle C<C'}임을 유도하여 모순을 이끌어 낸다.

## 같이 보기
- 리만 가설